# Asakusa

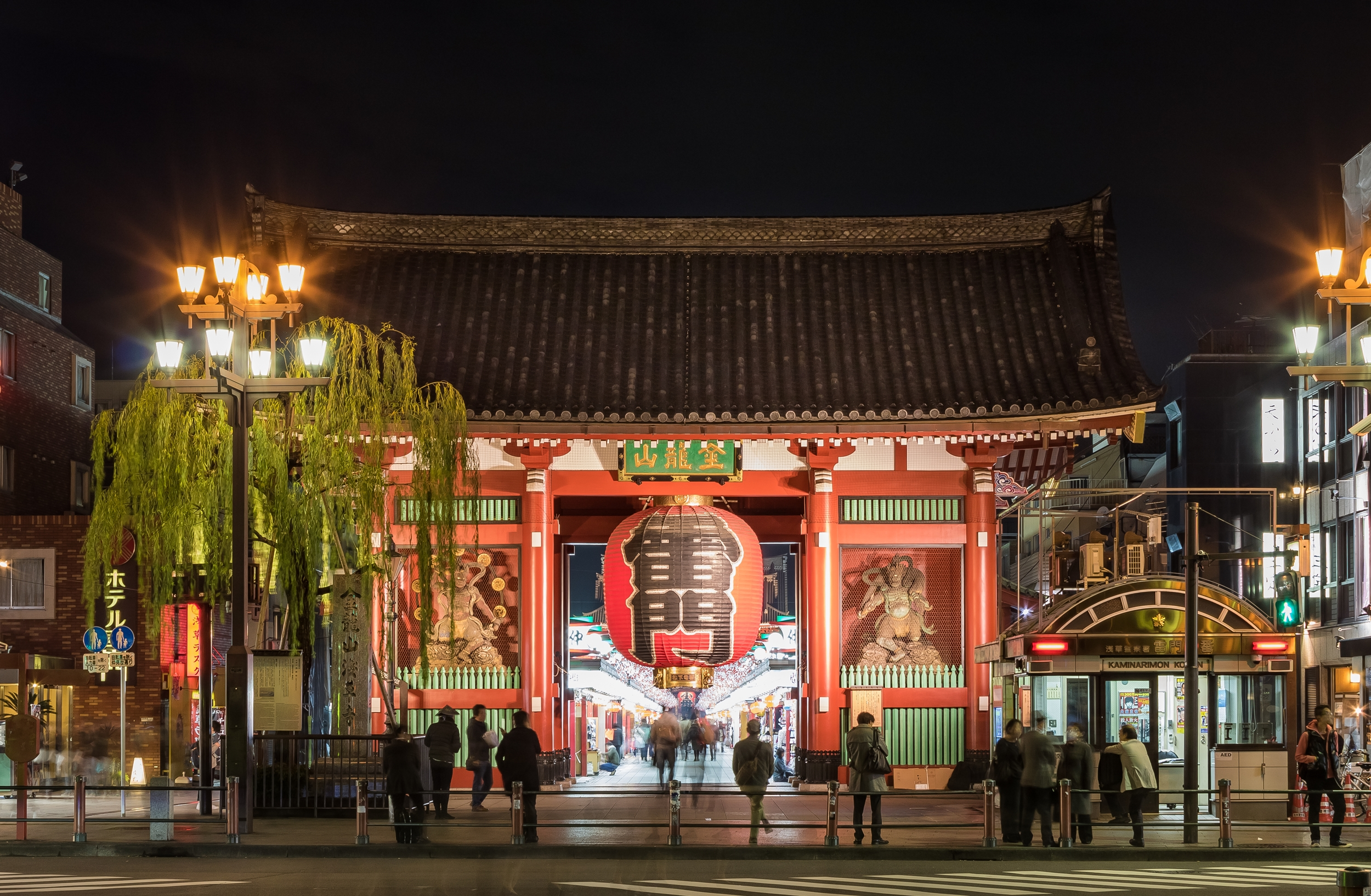
El Kaminarimon, con su chōchin gigante, la entrada exterior del templo Sensō-ji

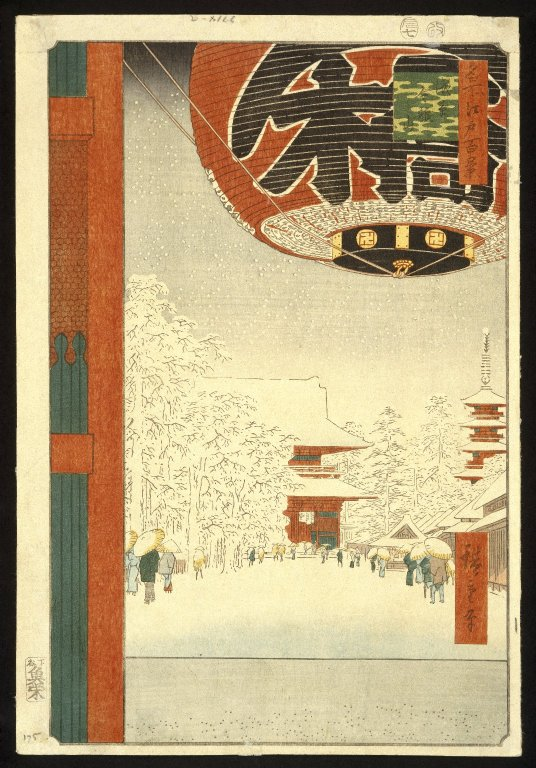
El templo de Kinryūzan en Asakusa - No. 99 de las Cien famosas vistas de Edo - Utagawa Hiroshige (Ando)

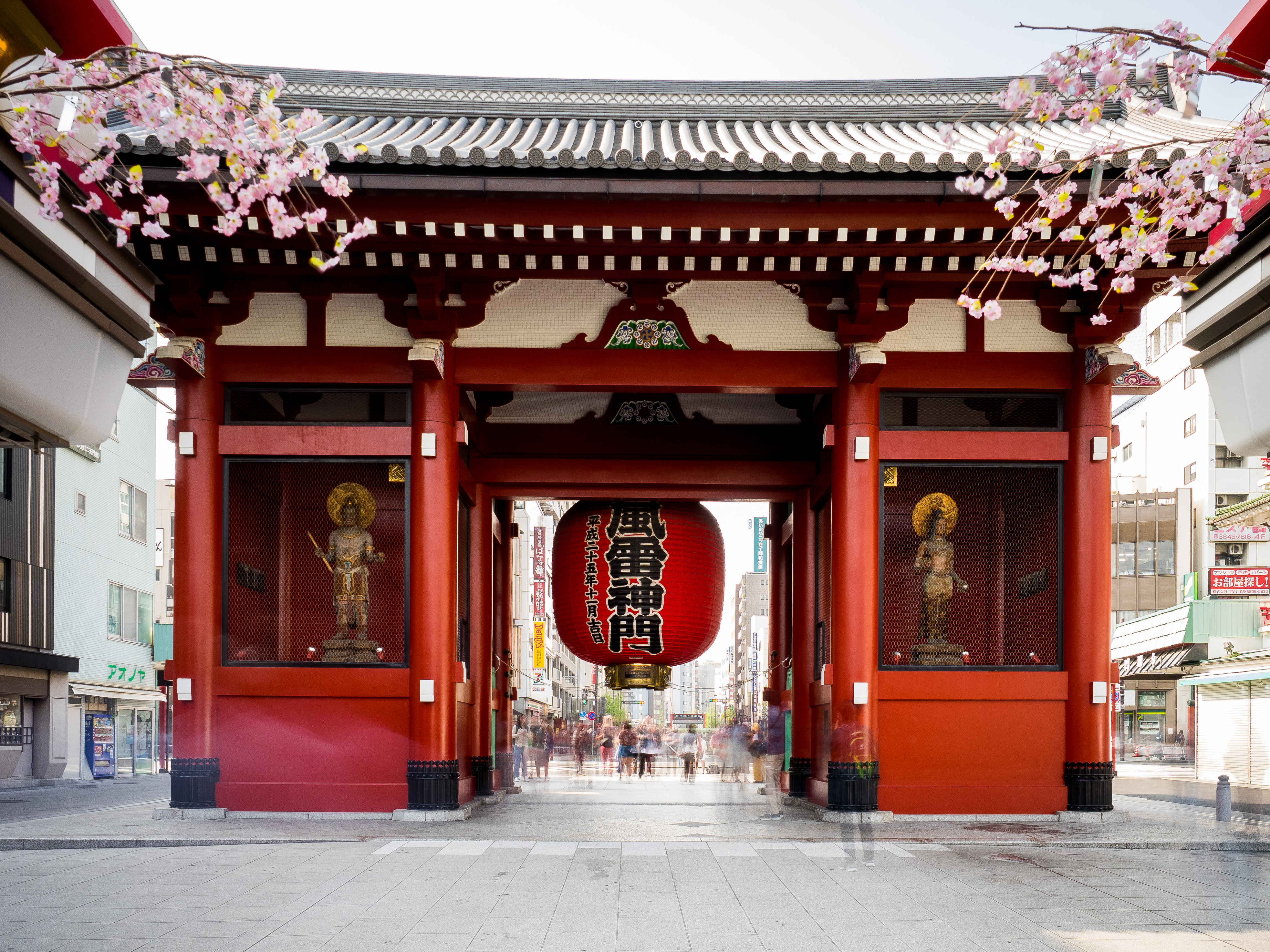
El Kaminarimon, con su gigante chōchin, el portal externo del templo Sensō-ji.

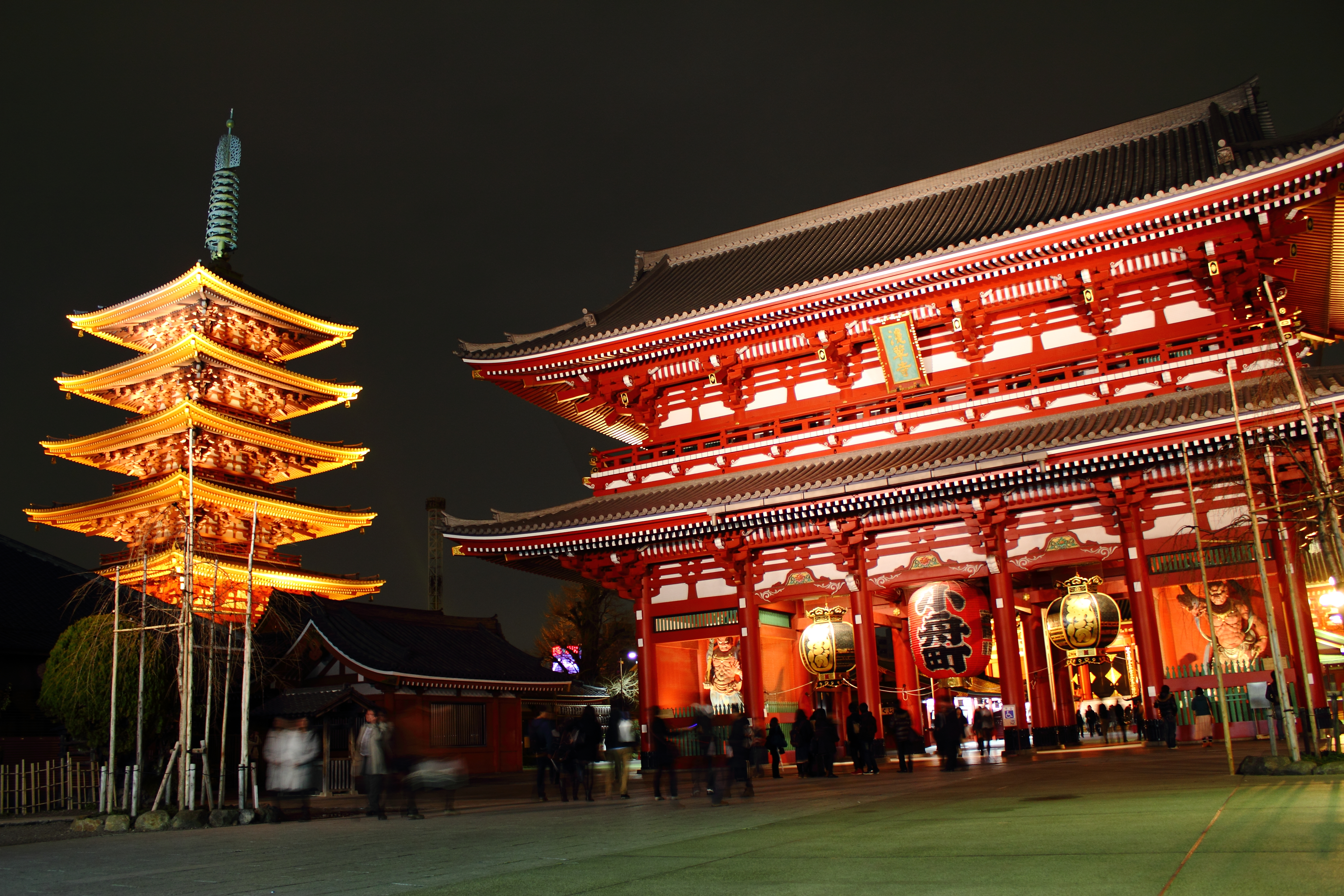
Sensō-ji de noche.

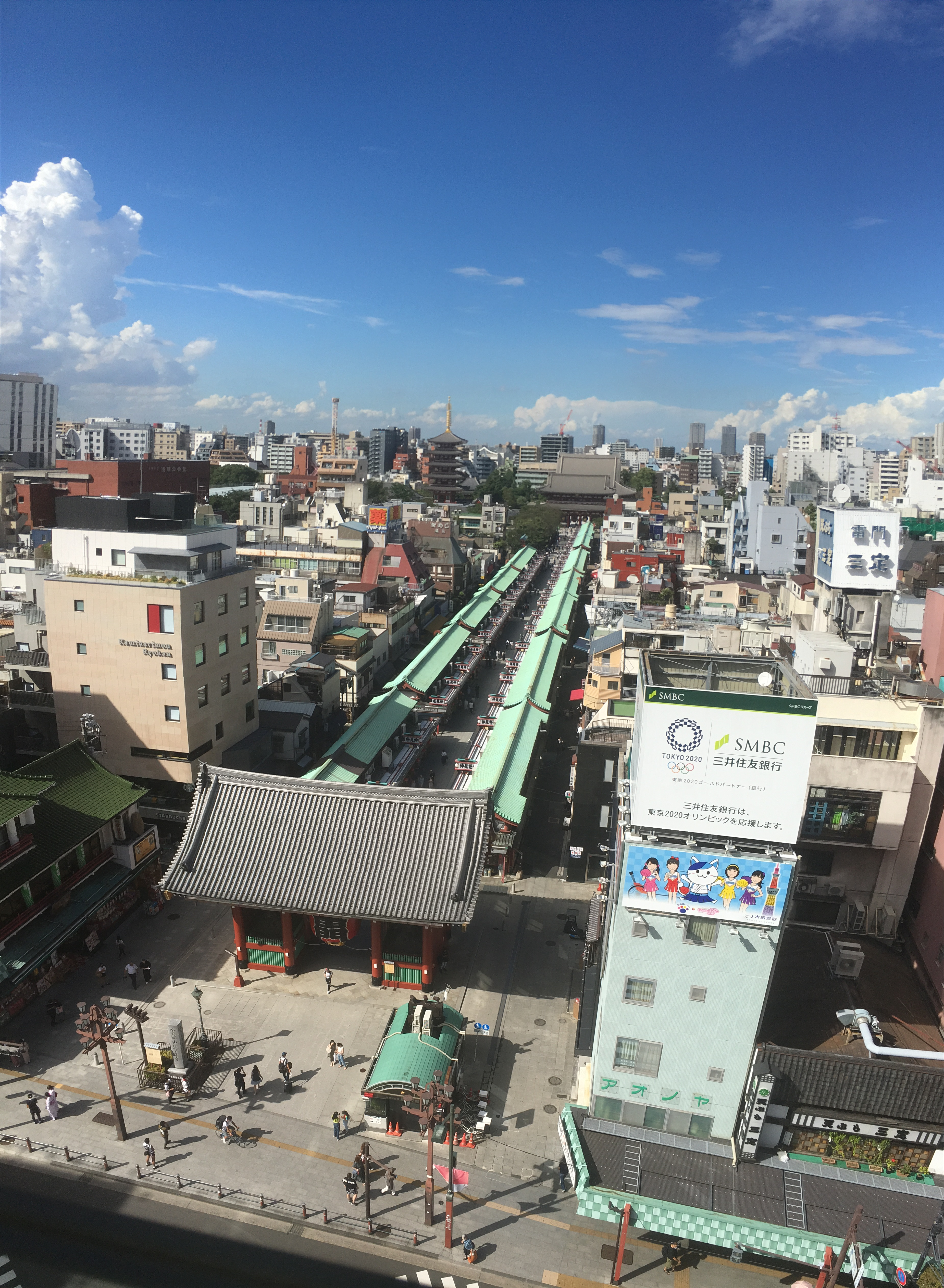
Vista aérea de Asakusa.

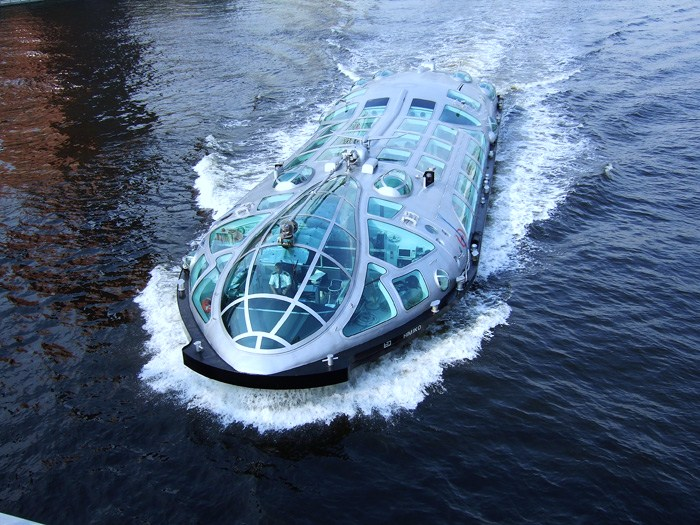
El Tokyo Cruise Ship, bus marítimo operado en Tokio.

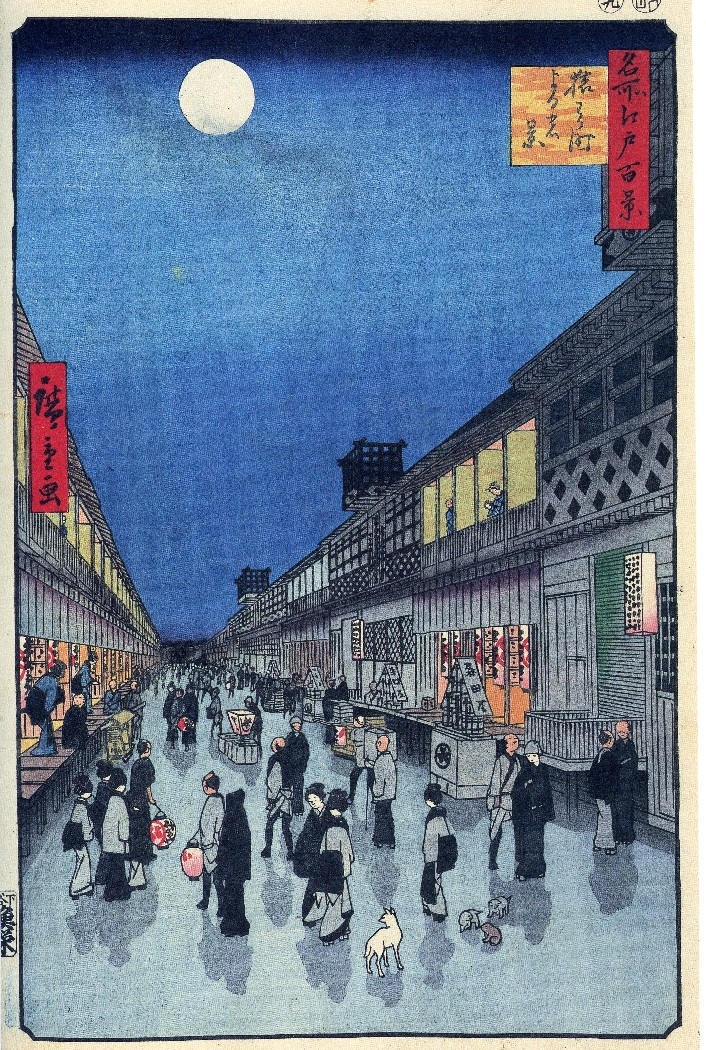
Asakusa 6-chome solía ser el mayor distrito teatral de Edo.

Asakusa (浅草?) es un distrito de Taitō, Tokio, Japón, el más famoso por el Sensō-ji, un templo budista dedicado al bodhisattva Kannon. Hay varios otros templos en Asakusa, así como varios festivales, tales como el Sanja Matsuri.

## Historia
El desarrollo de Asakusa como distrito de entretenimiento durante el periodo Edo se produjo en parte por el distrito vecino, Kuramae. Kuramae era un distrito de almacenes de arroz, que entonces se utilizaba como pago para los sirvientes del gobierno feudal. Los guardianes (fudasashi) de estos almacenes almacenaban inicialmente el arroz a cambio de una pequeña cantidad, pero con el paso de los años empezaron a cambiarlo por dinero o a venderlo a los comerciantes locales con un margen. A través de este comercio, muchos fudasashi llegaron a tener una cantidad considerable de ingresos disponibles y, como resultado, empezaron a surgir teatros y casas de geishas en la cercana Asakusa.
Durante la mayor parte del siglo XX, Asakusa fue el distrito de entretenimiento principal en Tokio. El rokku o "Sexto Distrito", fue famoso en particular como un distrito de teatros, con cines tan emblemáticos como el Denkikan. Los años dorados de Asakusa son vívidamente retratados en la novela de Yasunari Kawabata, La pandilla de Asakusa (1930). El área fue fuertemente dañada por los bombardeos estadounidenses durante la Segunda Guerra Mundial, en particular en el bombardeo de Tokio en marzo de 1945. El área fue reconstruida después de la guerra, pero ahora ha sido superada por Shinjuku y otras áreas coloridas en la ciudad, en su papel como un distrito de placer.
Asakusa era un barrio de la Ciudad de Tokio. En 1947, cuando la ciudad se transformó en metrópolis, se fusionó con Shitaya para formar el moderno distrito de Taito. El antiguo distrito abarcaba 19 barrios en la mitad oriental de Taito.

## Geografía
Asakusa se encuentra en la franja noreste del centro de Tokio, en el extremo oriental del metro de la Línea Ginza, aproximadamente 1,6 kilómetros al este del cruce principal del metro Ueno. Es central para el área coloquialmente referida como Shitamachi, que literalmente significa "ciudad baja", en referencia a la poca elevación de esta antigua parte de Tokio, a orillas del río Sumida. Como su nombre lo indica, el área tiene un ambiente japonés más tradicional que algunos otros barrios de Tokio.

## Economía

### Turismo
Es una de las localidades en Tokio más visitadas por turistas extranjeros. Con tantas instituciones religiosas, tanto templos cómo santuarios, es frecuente el matsuri (festivales sintoístas) en Asakusa, ya que cada templo o santuario es anfitrión de al menos un matsuri al año, si no cada temporada. El más grande y más popular es el Sanja Matsuri en mayo, cuando las carreteras están cerradas desde el amanecer hasta el anochecer.
El templo Sensoji, también llamado Asakusa Kannon, es el más antiguo de Tokio. Construido en el año 645, en honor a la diosa Kannon, según la religión budista es la diosa de la misericordia. 
Uno de los lugares más concurridos por turistas, es el área donde se localiza la gran lámpara de Kaminari-mon. 
En diciembre se suele realizar el mercado Toshi no Ichi (llamado actualmente Hagoita Ichi) cerca del Templo Sensoji, donde venden productos para recibir el Año Nuevo, en especial las hagoita, kamidana, shimenawa y sanbo. Las hagoita son unas tablas de madera que tienen la función de alejar la mala suerte o fortuna.

## Infraestructura

### Administración pública
- Comisaría de policía de Asakusa
- Oficina del Distrito Taito

### Educación
- Escuela Primaria Taito Ward Chizuka
- Escuela Primaria Fuji de la ciudad de Taito

### Parques
- Parque de Sumida
- Parque Fuji

### Turismo
- Asakusa Hanayashiki
- Asakusa Kannon Onsen (cerrado)
- Salón de Artes Escénicas de Asakusa
- Asakusa ROX
- Marukoppon
- Cuadrado de estrella (forma de mano de estrella)
- Teatro de Rock
- Kibakan
- Templo Sensoji
- Santuario de Asakusa
- Kaminarimon
- Monte Seiten

### Transporte
El distrito tiene dos estaciones de tren con el mismo nombre:
- Metro de Tokio (Metro de Tokio) Estación Asakusa (línea Ginza)
- Estación de Asakusa en el ferrocarril Tobu (línea Tobu Isesaki) - Ubicación: Hanakawado
- Oficina Metropolitana de Transporte de Tokio (Metro Toei) Estación Asakusa (Línea Asakusa) - Ubicación: Komagata
- Área metropolitana Ferrocarril de la Nueva Ciudad (Tsukuba Express) Estación de Asakusa - Ubicación: Nishi-Asakusa
  -  Tsukuba Express (TX-03)

### Salud

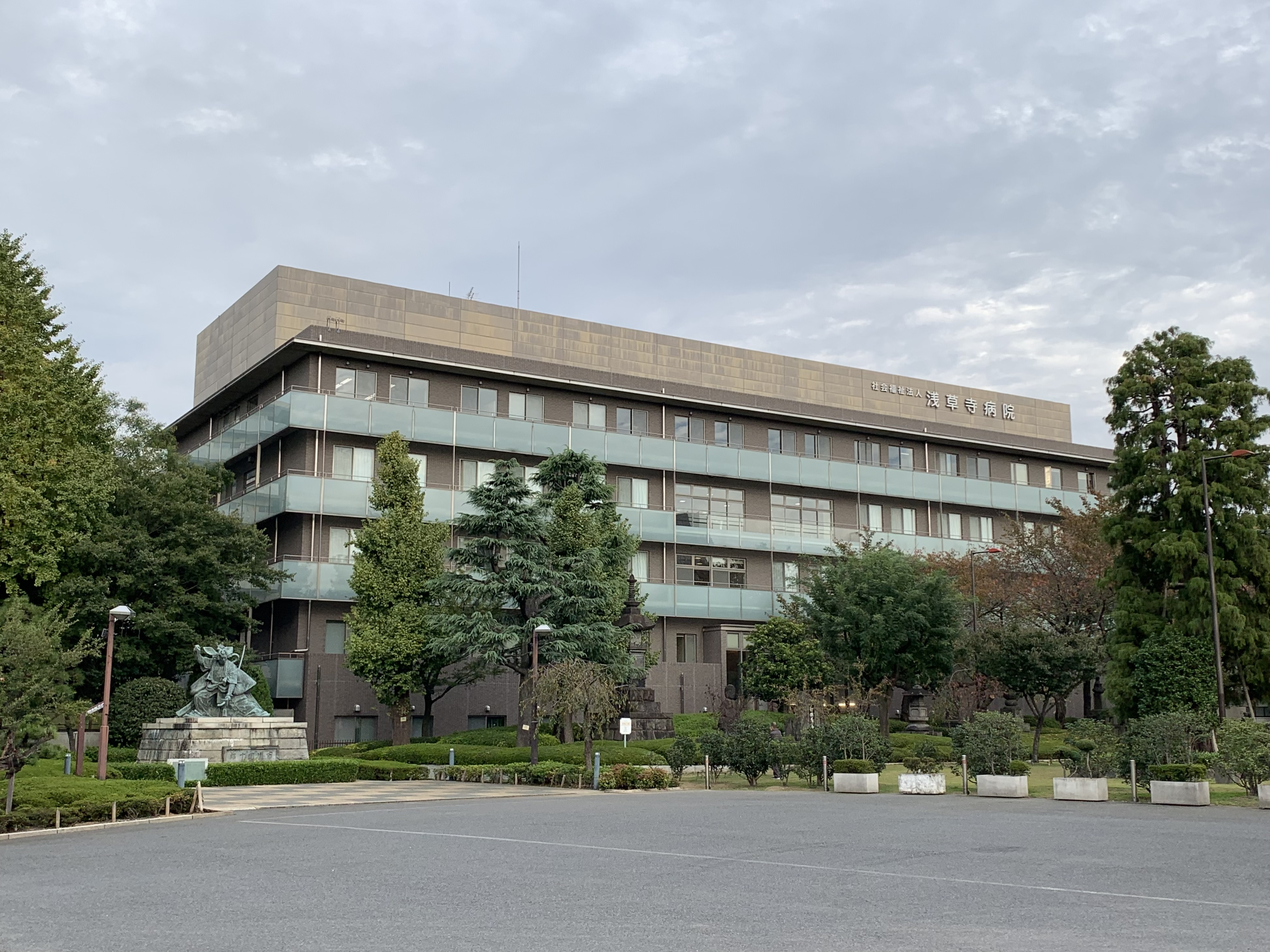
Hospital Semsoji en Asakusa.

Asakusa posee el Hospitan Sensoji.

## Cultura

### Arte y literatura
- Kawabata Yasunari, The Scarlet Gang of Asakusa (1930)
- Kankichi Ryotsu, protagonista del anime popular y serie de mangas KochiKame, es nacido en Asakusa.
- "Corn Dog," Sesión 1, Episodio 2 de Midnight Diner, Tokyo Stories, una serie original de Netflix, (2016) trata sobre un viejo comediante que trabaja en Asakusa y su joven protegido de éxito.
- El anime Sarazanmai está ambientado en Asakusa.

### Festividades

#### Carnaval
El barrio es famoso por su carnaval anual de estilo brasileño. Hay una importante presencia brasileña en la comunidad local y la Asociación de Escuelas de Samba de Asakusa está localizada allí.

#### Sanja Matsuri
Aunque hay muchos festivales a lo largo del año en Asakusa, el más famoso es el Sanja Matsuri, también conocido como Festival Sanja, en mayo. En este festival, los Mikoshi (santuarios portátiles) y las carrozas son arrastrados por las calles mientras les acompañan fuertes gritos, y durante los 3 días del festival, 1.5 millones de personas salen a celebrarlo.

### Gastronomía
En Asakusa hay muchos restaurantes y lugares para probar la comida tradicional japonesa. Uno de los manjares más populares es el satsuma imo, las patatas dulces. Otra delicia especial es el chikuwa kamaboko, pasteles de pescado a la parrilla. La tienda Suzuhiro sirve cerveza artesanal local con el tradicional kamaboko. Asakusa también es conocida por las especias, como el shichimi y el sansho.
En una ciudad en la que hay muy pocos edificios de más de 50 años debido a los bombardeos de la guerra, Asakusa tiene una mayor concentración de edificios de los años 50 y 60 que la mayoría de las otras zonas de Tokio. Hay ryokan (casas de huéspedes) tradicionales, viviendas y edificios de apartamentos de pequeño tamaño por todo el distrito.
Siguiendo una tradición peculiar de Tokio, Asakusa alberga un importante grupo de tiendas de utensilios de cocina domésticos en Kappabashi-dori, que es visitado por muchos tokiota para abastecerse de lo esencial. Junto al recinto del templo Sensō-ji hay un pequeño parque de atracciones llamado Hanayashiki, que afirma ser el parque de atracciones más antiguo de Japón. Los cines del barrio se especializan en proyectar películas clásicas japonesas, ya que muchos de los turistas son japoneses de edad avanzada.
Los cruceros por el río Sumida parten de un muelle situado a cinco minutos a pie del templo.
Asakusa es el distrito de geishas más antiguo de Tokio, y todavía cuenta con 45 geishas en activo.

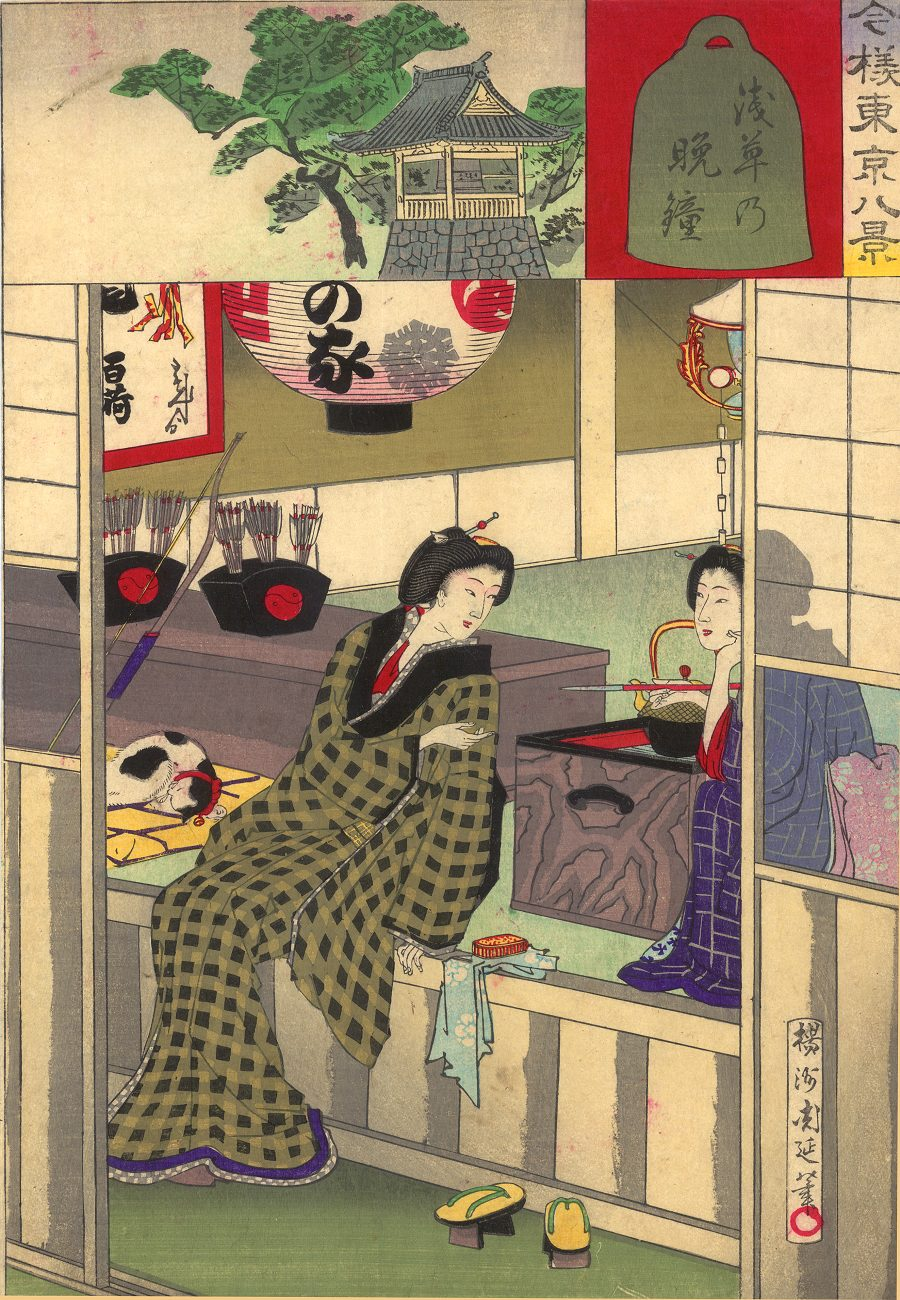
Dos geishas descansando después de haber entretenido; el recuadro muestra la campana de Asakusa. Grabado en madera ukiyo-e por Yōshū Chikanobu de 1888

En una ciudad donde hay muy pocos edificios de más de 50 años a causa de los bombardeos durante la guerra, Asakusa tiene una mayor concentración de edificios de los años 1950 y 1960 que en muchas otras áreas de Tokio. Están los tradicionales ryokan (casas de huéspedes), viviendas y pequeños edificios de apartamentos en todo el distrito.
De acuerdo con una tradición peculiar de Tokio, Asakusa alberga un cúmulo importante de tiendas de menaje doméstico en Kappabashi-dori, que es visitado por muchos habitantes de Tokio para los suministros esenciales.
Al lado de los jardines del templo de Senso-ji hay un pequeño parque de atracciones llamado Hanayashiki, que presume ser el parque de atracciones más antiguo de Japón. Los cines del barrio se especializan en mostrar películas clásicas japonesas, ya que muchos de los turistas son japoneses de edad avanzada.
Navegando al río Sumida se parte desde un muelle solo cinco minutos a pie desde el templo.
Asakusa es el distrito geisha más antiguo de Tokio, y todavía tiene 45 geishas trabajando activamente.
Debido a su ubicación colorida, las credenciales del centro, y el ambiente relajado por estándares de Tokio, Asakusa es una opción de alojamiento popular para los viajeros de presupuesto.